# Geotehniška fakulteta v Varaždinu
Geotehniška fakulteta (hrvaško Geotehnički fakultet u Varaždinu), s sedežem v Varaždinu, je fakulteta, ki je članica Univerze v Zagrebu.